# 日本國鐵D61型蒸汽機車
D61型蒸汽机车是日本國有鐵道在20世纪50年代末到60年代初推出的一款煤水车式蒸汽機車，亦是日本国铁最后推出的蒸汽机车车型。这款机车是在6辆D51型蒸汽机车的基础上通过增加一对从轮，以实现减轻轴重且运用于地方线路的目的。

## 历史
20世纪50年代，日本国铁丙级线路尚使用9600型蒸汽机车牵引列车，但由于这些机车老化，因此需要对蒸汽机车进行更新换代，而与此同时，乙级线路电气化改造使得原本使用于乙级线路的货运蒸汽机车出现剩余。因此日本国铁在1951年到1956年间将78辆D50型蒸汽机车进行轴重轻量化改造，推出D60型蒸汽机车，上述机车在改造完成后投入丙级线路使用。1959年，日本国铁开始从D51型蒸汽机车中挑出车况较好的机车进行轴重轻量化改造，推出D61型蒸汽机车，但由于可供改造的D51型机车数量不多，因此D61型机车仅制造出6辆。
此6辆D61型蒸汽机车运用于北海道留萌本線以及羽幌线直至1975年退役报废。最后一台报废的机车为D61型4号机车，于1975年6月。

## 改造前后机车编号演变
| 改造前  | 改造後 | 落成时间 | 改造地点 | 报废时间  | 备注                                                                                       |
| ------- | ------ | -------- | -------- | --------- | ------------------------------------------------------------------------------------------ |
| D51 640 | D61 1  | 1959年   | 滨松工场 |           | 改造完成后配属于中津川机务段，并在中央本線以及關西本線进行试验。试验完成后转配留萌机务段。 |
| D51 555 | D61 2  | 1960年   | 郡山工场 |           |                                                                                            |
| D51 181 | D61 3  | 1960年   | 郡山工场 |           |                                                                                            |
| D51 224 | D61 4  | 1961年   | 郡山工场 | 1975年6月 |                                                                                            |
| D51 205 | D61 5  | 1961年   | 郡山工场 |           | 煤水车转向架构架为整体铸钢制成                                                             |
| D51 519 | D61 6  | 1961年   | 郡山工场 |           |                                                                                            |

## 保存
- D61 3：留萌市见晴公园静态展示[3]

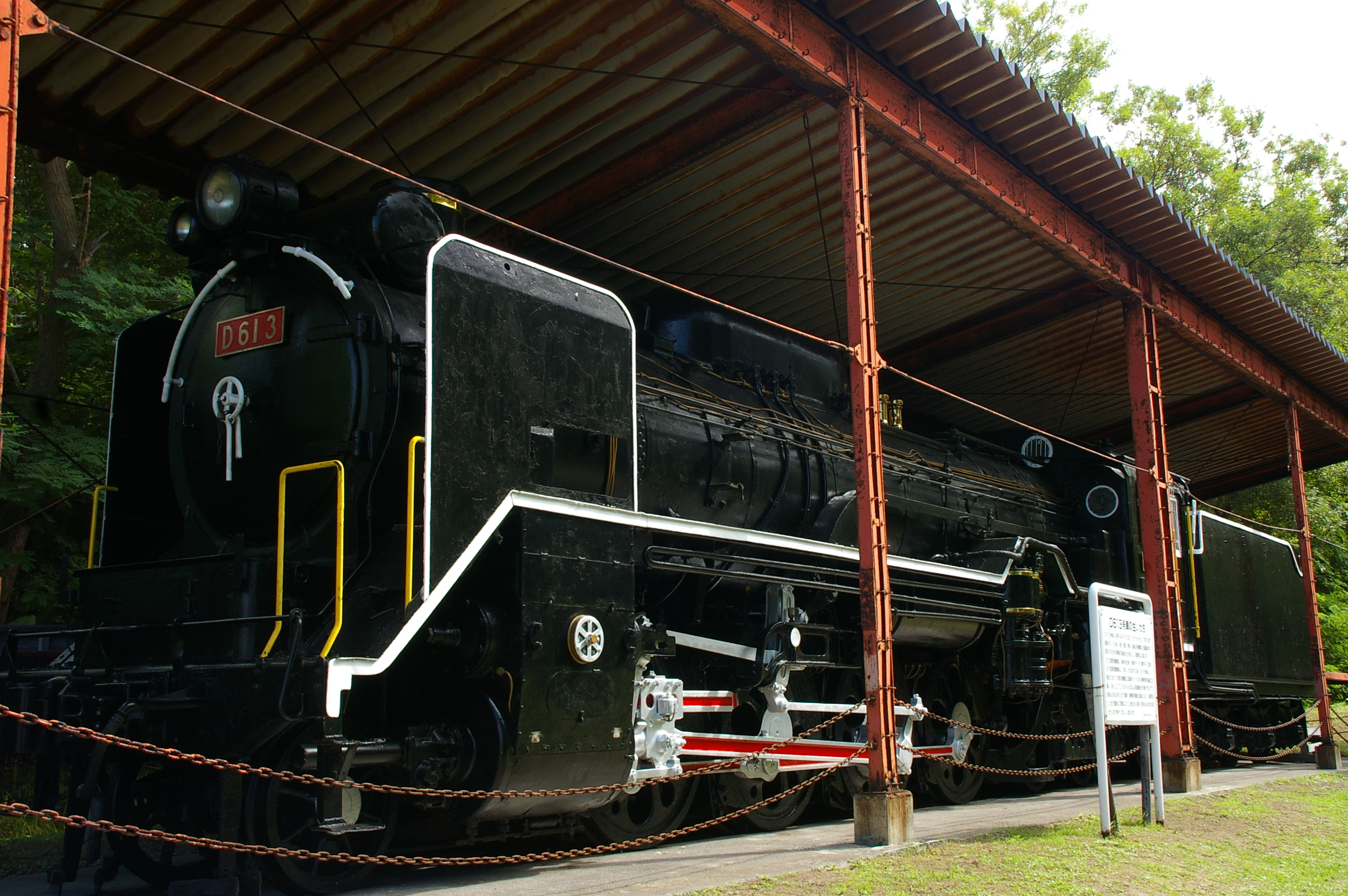
静态展示于留萌市见晴公园的D61 3。

- D61 4：原计划静态展示，但后来拆解；苗穗工场（日语：北海道旅客鉄道苗穂工場）仅保存该车的动轮部分

## 备注
1. ↑  在推出D61型蒸汽机车后，日本国铁曾计划推出C63型蒸汽机车。但由于1959年日本国铁制订动力现代化计划，并从1960年开始用15年时间淘汰蒸汽机车，因此C63型蒸汽机车未能投入制造。而D61型蒸汽机车由此成为日本国铁推出的最后一款蒸汽机车。